# МТУ-20
МТУ-20 (Объект 602) — советский бронированный танковый мостоукладчик. Разработан на базе среднего танка Т-55 в Омском конструкторском бюро транспортного машиностроения. Предназначен для наведения однопролётного металлического моста.

## История создания
МТУ-20 разрабатывался для замены мостоукладчика МТУ-12. Причиной стал негативный опыт применения МТУ-12 оперативными тактическими группами, когда в течение суток при наступлении мотострелковый полк встретил на своём пути две водные преграды шириной 15 метров. МТУ-12 не мог обеспечить переправу полка через такую преграду. Зато эту задачу выполнял МТУ-20, длина моста которого составляла 20 метров.
При разработке выяснилось, что из-за большой длины моста мостоукладчик не может транспортироваться по железной дороге. Кроме того, машина не вписывается в повороты даже шоссейных дорог. Поэтому был разработан вариант моста со складными концами. В рабочее положение мост приводился гидравлическими системами.
Ещё одной проблемой являлось то, что мост был слишком тяжёлым для базовой машины, поэтому для снижения массы его сделали дюралюминиевым. Но из-за применения такого материала мост приходил в полную негодность после проезда по нему 15—20 танков. Ремонтопригодность также была на низком уровне из-за необходимости аргоновой сварки, которая в войсках отсутствовала. Из-за всех этих негативных факторов приказом МО СССР использование мостоукладчика МТУ-20 для переправы танков в мирное время было запрещено.

## Описание конструкции
В качестве базовой машины используется шасси средних танков Т-54/Т-55. Машина обладает противоатомной защитой, системой автоматического пожаротушения и фильтро-вентиляционной установкой, благодаря чему машина может работать на местности, зараженной отравляющими и радиоактивными веществами, экипаж при этом может находиться в машине без средств защиты.
Длина моста — 20 метров, ширина — 3,3 метра, масса — 7 тонн. Время постановки/снятия — 5—10 минут.
Для наводки моста мостоукладчик подходит к преграде, с помощью гидропривода переводит концевые части моста из транспортного положения в рабочее. Затем в передней части машины на землю опускается аутригер (в противном случае машина наклонится вперёд при выдвижении моста на преграду), мост надвигается на препятствие. Затем машина отъезжает назад, мост при этом остаётся на препятствии. Снимать мост с препятствия машина может с исходного или с противоположного берега.

## Операторы
- КНДР[3]
- Сирия — некоторое количество МТУ-20 по состоянию на 2019 год[4], в 1970 году было поставлено 25 единиц МТУ-20 из СССР[5]

### Бывшие операторы
- СССР[5]
- Египет — некоторое количество МТУ-20, по состоянию на 2012 год[6]
- Индия — некоторое количество МТУ-20, по состоянию на 2012 год[7]
- Нигерия — некоторое количество МТУ-20, по состоянию на 2012 год[8]
- Россия — некоторое количество МТУ-20, по состоянию на 2012 год[9]
- Финляндия — 5 единиц МТУ-20 поставлены из СССР в 1971 году[5]
- Украина — некоторое количество МТУ-20, по состоянию на 2012 год[10]

## Оценка машины
В результате МТУ-20 заменить МТУ не смог и оказался в общем-то декоративной машиной. В боевых условиях его практически не применяли. Снятые с производства МТУ после поступления на вооружение МТУ-20, в большей своей части использовались в афганской войне 1979-89 годов. Остатки МТУ были по настоянию ряда стран, оценивших превосходные боевые качества МТУ, проданы или переданы им, а Советской Армии остались громоздкие, ломкие, крайне ненадежные, но впечатляющие МТУ-20.
— Веремеев Ю.Г.

## Сохранившиеся экземпляры
- Беларусь — 1 МТУ-20 находится в Историко-культурном комплексе «Линия Сталина» около деревни Лошаны.
- Израиль — 1 МТУ-20 находится в музее Yad La-Shiryon в Латруне.
- Финляндия — 1 МТУ-20 находится в танковом музее в Пароле.